# Liste des sculptures de Notre-Dame de Paris

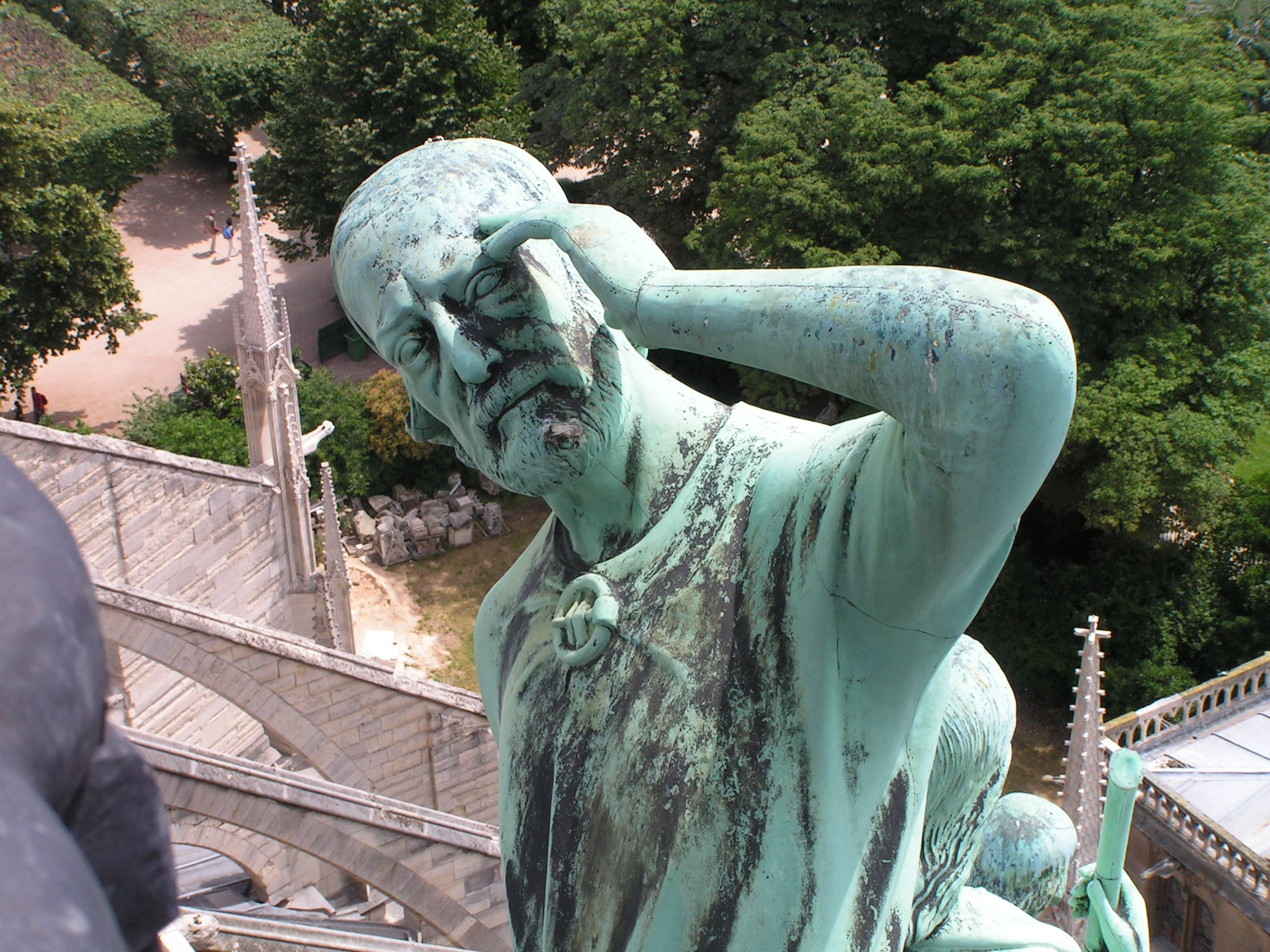
Statue de l'apôtre Thomas avec les traits du restaurateur Eugène Viollet-le-Duc au pied de la flèche.

Cette page recense les sculptures de la cathédrale Notre-Dame de Paris, intérieures et extérieures.

## Intérieur de la cathédrale
| Image | Titre                                      | Emplacement                              | Artiste                    | Date              | Remarques |
| ----- | ------------------------------------------ | ---------------------------------------- | -------------------------- | ----------------- | --------- |
|       | Pietà                                      | Chœur                                    | Nicolas Coustou            | 1723              |           |
|       | Croix et Gloire                            | Chœur                                    | Marc Couturier             | ca. 1995          |           |
|       | Louis XIII                                 | Proche du maître-autel                   | Guillaume Coustou          |                   |           |
|       | Jeanne d'Arc                               |                                          | Charles Desvergnes         |                   |           |
|       | Grand lutrin                               | Trésor                                   | Placide Poussielgue-Rusand | 1868              |           |
|       | Vierge à l'Enfant dite Notre-Dame de Paris | Pilier sud-est de la croisée du transept | Inconnu                    | XIVe siècle       |           |
|       | Vierge à l'Enfant                          | Sur une colonne du bas-côté nord         | Antoine-François Vassé     | 1722              |           |
|       | Vierge à l'Enfant dite de Charles X        | Trésor                                   | Charles Nicolas Odiot      | début XIXe siècle |           |

## Extérieur
| Image | Titre                                                              | Emplacement                                           | Artiste              | Date        | Remarques                            |
| ----- | ------------------------------------------------------------------ | ----------------------------------------------------- | -------------------- | ----------- | ------------------------------------ |
|       | Adam                                                               | Façade ouest Galerie de la vierge Tour nord           | Jean-Louis Chenillon |             |                                      |
|       | Ève                                                                | Façade ouest Galerie de la vierge Tour sud            | Jean-Louis Chenillon |             |                                      |
|       | Saint Étienne                                                      | Façade ouest Contrefort nord                          |                      |             |                                      |
|       | Ecclesia                                                           | Façade ouest Contrefort central gauche                |                      |             | Voir Ecclesia et Synagoga            |
|       | Synagoga                                                           | Façade ouest Contrefort central droit                 |                      |             | Voir Ecclesia et Synagoga            |
|       | Saint Denis de Paris                                               | Façade ouest Contrefort sud                           |                      |             |                                      |
|       | Galerie des rois de Juda (ensemble de 28 statues)                  | Façade ouest Galerie des rois                         |                      |             |                                      |
|       | Vierge à l'Enfant                                                  | Façade ouest Galerie de la vierge                     | Geoffroy-Dechaume    | 1854        |                                      |
|       | Beau-Dieu                                                          | Trumeau du portail du Jugement Dernier                | Geoffroy-Dechaume    |             |                                      |
|       | Portail de la Vierge (ensemble)                                    | Façade ouest Portail de gauche                        |                      |             |                                      |
|       | Portail du Jugement Dernier (ensemble)                             | Façade ouest Portail central                          |                      |             |                                      |
|       | Portail Sainte-Anne (ensemble)                                     | Façade ouest Portail de droite                        |                      |             |                                      |
|       | Tympan du portail du Cloître (Miracle de Théophile)                | Façade nord du transept Portail du Cloître            |                      |             |                                      |
|       | Vierge à l'enfant                                                  | Façade nord du transept Trumeau du portail du Cloître |                      |             | L'enfant a été brisé à la Révolution |
|       | Tympan de la Porte Rouge (Saint Louis et le couronnement de Marie) | Porte rouge Nord-est de la cathédrale                 |                      |             |                                      |
|       | Portail Saint-Étienne (ensemble)                                   | Façade sud du transept                                |                      |             |                                      |
|       | La mort de la Vierge                                               | Extérieur des chapelles latérales du chœur            |                      | XIVe siècle | Bas-relief                           |
|       | Les funérailles de la Vierge                                       | Extérieur des chapelles latérales du chœur            |                      | XIVe siècle | Bas-relief                           |
|       | L'Assomption de la Vierge                                          | Extérieur des chapelles latérales du chœur            |                      | XIVe siècle | Bas-relief                           |
|       | Glorification                                                      | Extérieur des chapelles latérales du chœur            |                      | XIVe siècle | Bas-relief                           |
|       | Le Couronnement de la Vierge                                       | Extérieur des chapelles latérales du chœur            |                      | XIVe siècle | Bas-relief                           |
|       | L'Intercession de la Vierge                                        | Extérieur des chapelles latérales du chœur            |                      | XIVe siècle | Bas-relief                           |
|       | La légende de Théophile                                            | Extérieur des chapelles latérales du chœur            |                      | XIVe siècle | Bas-relief                           |

## Toitures
| Image | Titre                                | Emplacement                                | Artiste                                                                 | Date         | Remarques                              |
| ----- | ------------------------------------ | ------------------------------------------ | ----------------------------------------------------------------------- | ------------ | -------------------------------------- |
|       | Ange de la résurrection              | Pignon occidental de la nef                |                                                                         |              |                                        |
|       | Le Stryge                            | Galerie des chimères Angle de la tour nord | Dessin d'Eugène Viollet-le-Duc Sculpteurs dirigés par Geoffroy-Dechaume | Env. 1850    | Fait partie de l'ensemble des Chimères |
|       | Le Diable                            | Galerie des chimères Angle de la tour sud  | Dessin d'Eugène Viollet-le-Duc Sculpteurs dirigés par Geoffroy-Dechaume | Env. 1850    | Fait partie de l'ensemble des Chimères |
|       | Chimères de Notre-Dame (ensemble)    | Galerie des chimères                       | Dessin d'Eugène Viollet-le-Duc Sculpteurs dirigés par Geoffroy-Dechaume | Env. 1850    | Voir Chimères dans l'architecture      |
|       | Gargouilles de Notre-Dame (ensemble) | Corniches supérieures                      |                                                                         | XIIIe siècle |                                        |

## Flèche

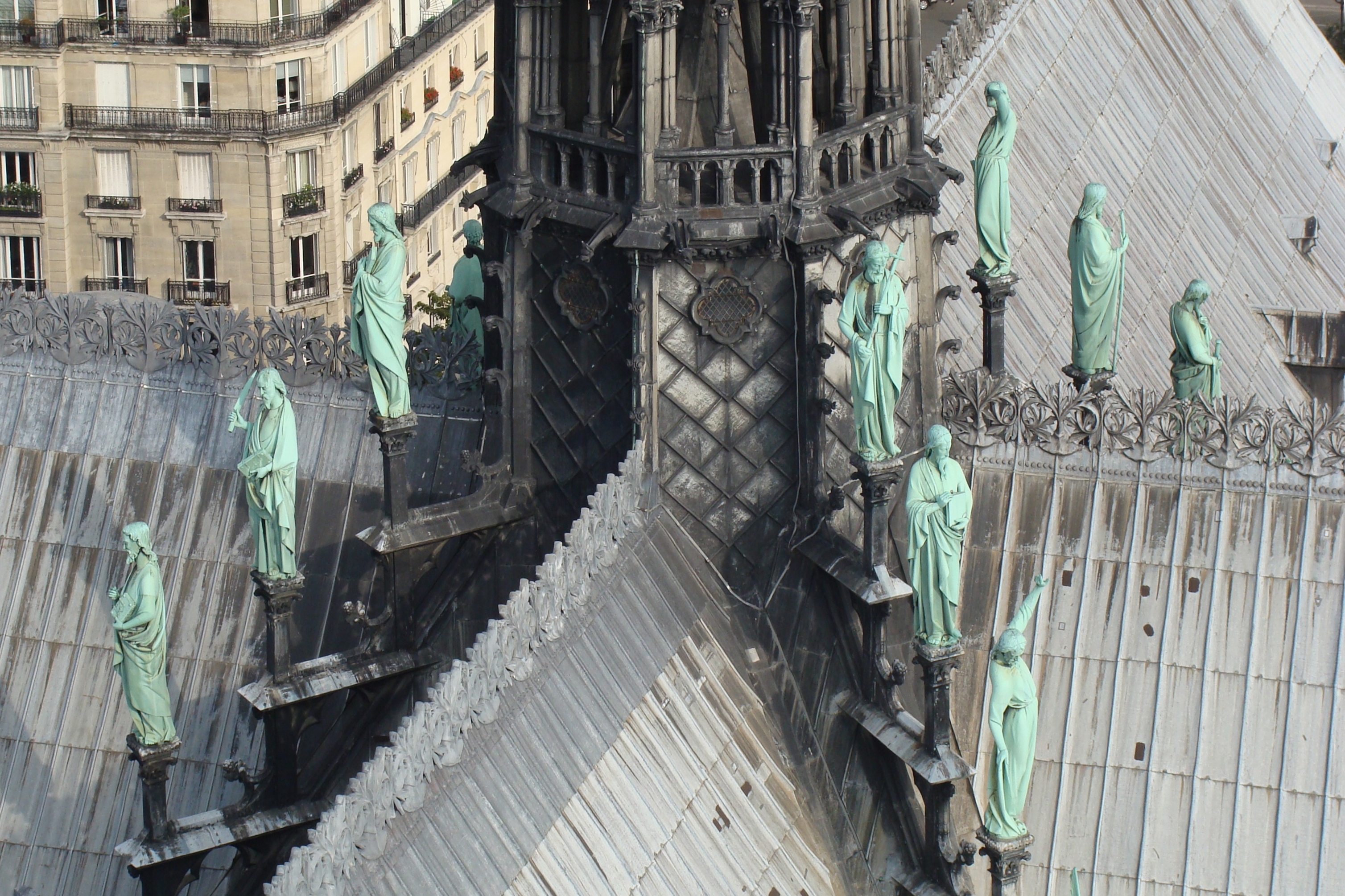
Implantation des statues des apôtres au pied de la flèche avant l'incendie de 2019

Les statues de pierre, de cuivre et de bronze, y compris des statues des douze apôtres et des quatre évangélistes qui entouraient la base de la flèche, avaient été retirées du site quelques jours avant l'incendie de 2019 dans le cadre des travaux de rénovation,.
Les statues des 12 apôtres et des quatre évangélistes ont toutes été dessinées par Viollet-le-Duc et réalisées par Geoffroy-Dechaume.
| Image | Titre                   | Emplacement                    | Remarques                                                                                             |
| ----- | ----------------------- | ------------------------------ | --- |
|       | Taureau de Saint Luc    | Pied de flèche ouest           | |
|       | Lion de Saint Marc      |                                | |
|       | Aigle de Saint Jean     |                                | |
|       | Ange de Saint Matthieu  | Pied de flèche est             | |
|       | Saint André             | Pied de flèche est En haut     | |
|       | Saint Jean              | Pied de flèche est Au milieu   | |
|       | Saint Pierre            | Pied de flèche est En bas      | |
|       | Saint Philippe          | Pied de flèche ouest En haut   | |
|       | Saint Matthieu          | Pied de flèche ouest Au milieu | |
|       | Saint Jude              | Pied de flèche ouest En bas    | |
|       | Saint Jacques le Mineur | Pied de flèche nord En haut    | |
|       | Saint Barthélémy        | Pied de flèche nord Au milieu  | |
|       | Saint Simon             | Pied de flèche nord En bas     | |
|       | Saint Thomas            | Pied de flèche sud En haut     | Patron des architectes, il présente les traits de Viollet-le-Duc et est le seul tourné vers la flèche |
|       | Saint Jacques le Majeur | Pied de flèche sud Au milieu   | |
|       | Saint Paul              | Pied de flèche sud En bas      | |
|       | Coq                     | Sommet de la flèche            | Réalisé par Geoffroy-Dechaume.                                                                        |